# نروژ در ۲۰۲۲
نروژ در ۲۰۲۲ گاه‌شماری از مهم‌ترین رویدادها در سال ۲۰۲۲ در کشور نروژ است.

## حاکمان
- پادشاه - هارالد پنجم نروژ
- مسعود قره خانی (حزب کارگر نروژ).
- نخست‌وزیر - یوناس گار استوره (حزب کارگر نروژ).

## رویدادها
رویدادهای کنونی - دنیاگیری کووید-۱۹ در نروژ

### ورزش‌ها
- نروژ در بازی‌های المپیک زمستانی ۲۰۲۲

## سالگردها
- ۵۰ سال از جرم‌زدایی جنسی بین مردان می‌گذرد.

## درگذشتگان

### ژانویه
- ارنلجوت ارمم اسوندسن، اقتصاددان، سیاستمدار، و نویسنده.[۱]
- سوره بنتزن، بازیگر (متولد ۱۹۴۱).
- نیلز ا. ر ارمن، سیاستمدار.[۲]
- ارمیستین ال ارمن، نویسنده.[۳]
- جان اینار گرو وکیل.[۴]
- ۱۱ ژانویه – لیو لاندبرگ، نویسنده (متولد 1944).[۵]
- ۱۹ ژانویه - نیلز ارن اگن، مدیر فوتبال[۶]